# موریس مترلینک
موریس پُلیدور ماری برنار مترلینک (به فرانسوی: Maurice Polydore Marie Bernard Maeterlinck) (۲۹ اوت ۱۸۶۲ – ۶ مه ۱۹۴۹)، نویسنده، شاعر و فیلسوف بلژیکی بود. مترلینک در سال ۱۹۱۱ برندهٔ جایزهٔ نوبل در ادبیات شد. تم اصلی نوشته‌های مترلینک مفهوم مرگ و زندگی است و آثار او نقش مهمی در جنبش نمادگرائی (symbolism) در ادبیات دارد. 

## زندگی

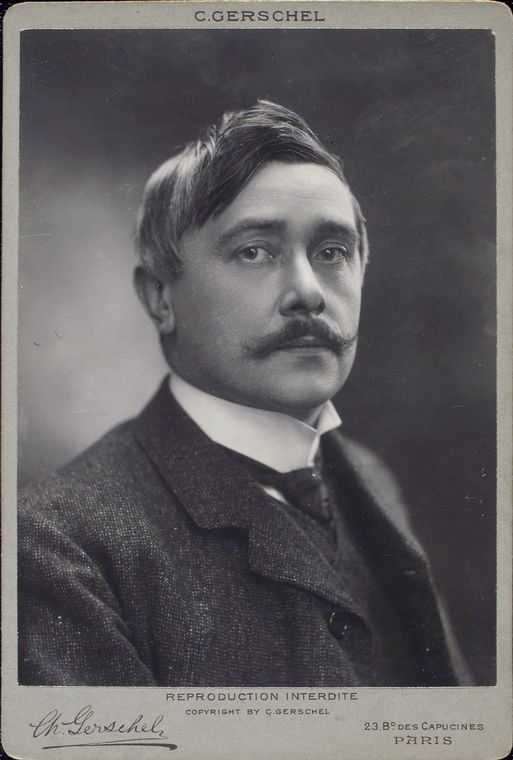

مترلینک در سال ۱۸۶۲ در شهر خنت در قسمت فلاندر کشور بلژیک متولد شد. زبان آلمانی و فرانسه را در خانواده فراگرفت و در مدرسه زبان لاتین آموخت. وی تحصیلات مقدماتی را در مدرسه سن بارب به پایان برد و جهت فراگیری رشته حقوق، فلسفه و حشره‌شناسی وارد دانشگاه گردید و مدارج آن را با موفقیت پشت سر نهاد و پس از فارغ‌التحصیلی به سال ۱۸۸۴ به عضویت کانون وکلای دادگستری شهر کان درآمد و بعد به ریاست این کانون رسید.
اما محیط آنجا نتوانست روح کاوشگر او را آرام سازد، لذا به سال ۱۸۸۷ به فرانسه رفت؛ ولی چند ماه پس از ورودش به فرانسه به علت مرگ پدر مجبور به ترک آنجا شد و دوباره به شهر کان مراجعت نمود. مرگ پدر اثر عجیبی در وی گذاشت و عاملی گشت که غور او را در فلسفه هستی و حیات زیاد کرد و از آن پس شروع به نوشتن نمایشنامه کرد که اولین اثرش با موفقیت همراه نبود. وی مجدداً به سال ۱۸۹۶ به پاریس رفت و در آنجا تحت تأثیر آثار بزرگان مکتب سمبولیسم قرار گرفت.
وی به سال ۱۹۰۰ با زنی به نام جورجیات لیبلانک (Georgette Leblance) آشنا شد که حکایت مادی و معنوی این زن در وی اثر فراوان داشت. او دو بار جایزه ادبیات نمایشی فرهنگستان زبان و ادبیات فرانسه را به خود اختصاص داد و به سال ۱۹۱۱ جایزه نوبل ادبیات را دریافت نمود. اما به خاطر دلبستگی ملی، عضویت در فرهنگستان فرانسه را که به وی پیشنهاد شده بود نپذیرفت. مترلینک دراوج محبوبیت و شهرت به سال ۱۹۲۰ به آمریکا رفت و تا پایان جنگ جهانی دوم و اشغال بلژیک توسط هیتلر به سال ۱۹۴۰ در آمریکا ماند.
وی شاهکار نمایشنامه‌نویسی خود را به سال ۱۹۰۷ به نام پرنده آبی به قلم کشید که در کمترین مدت به چندین زبان ترجمه گشت. حال دیگر او در اوج شهرت بود و پادشاه بلژیک به وی لقب اشرافی کنت را داده بود و پادشاه انگلستان کاخی را برای وی در آنجا ساخت. او به شیوه سمبولیست‌ها اشعار خود را می‌سرود و ترجمه‌هایش جزو شاهکارهای جاویدان ادبیات فرانسه محسوب می‌گردد. مترلینک آثار زیادی از خود به جای گذاشته‌است. وی به سال ۱۹۴۹ در سن ۸۷ سالگی بر اثر سکته قلبی درگذشت..

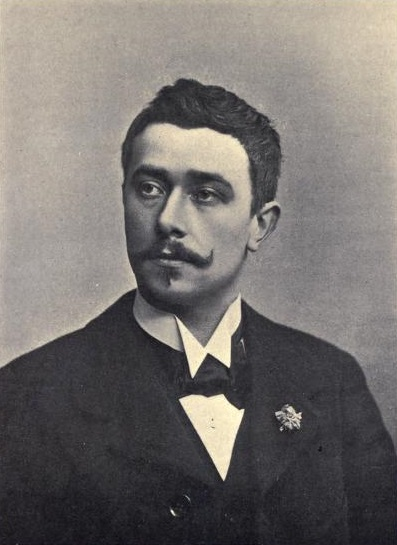
۱۹۰۵

## آثار

### درام
- پرندهٔ آبی - (نمایشنامه‌ای که برندهٔ جایزهٔ نوبل در سال ۱۹۱۱ شده)

ژویزل (نمایشنامه) - این نمایشنامه حکایت عشق ژویزل به لانسور است و به گونه‌ای پایداری در عشق را توصیف می‌کند.

### مقاله
- گنجینهٔ فقرا
- عقل و سرنوشت
- زندگی زنبور عسل (به فرانسوی: La Vie des abeilles) (۱۹۰۱)
- معبد ویران
- دو باغ
- هوش گل‌ها (به انگلیسی: The Intelligence of Flowers) (۱۹۰۷)
- بقایای جنگ
- زندگی موریانه
- زندگی فضا
- زندگی مورچه
- سایه بال‌ها (به فرانسوی: L'Ombre des ailes) (۱۹۳۶)

### سایر آثار
دنیای پس از مرگ {یا دنیای دیگر}
- زندگی زنبور عسل
- مرگ
- صاحب خانهٔ ناشناس
- جاده‌های کوهستانی
- راز بزرگ

از جهان تا ابدیت
- عرصهٔ فرشتگان
- ساعت ریگی
- قانون بزرگ
- قبل از سکوت بزرگ
- دروازهٔ بزرگ
- خدا و هستی
- بعد چهارم
- رستاخیز
- نابینایان
- موریانه
- گرمخانه
- ژان‌دارک Jeanne d’Arc (1948) [۲]
- علوم غیبی و اسرار آن، ترجمه ذبیح الله منصوری، نشر صفار
- افکار کوچک و دنیای بزرگ، ترجمه ذبیح الله منصوری